# Wiktor Wojtas

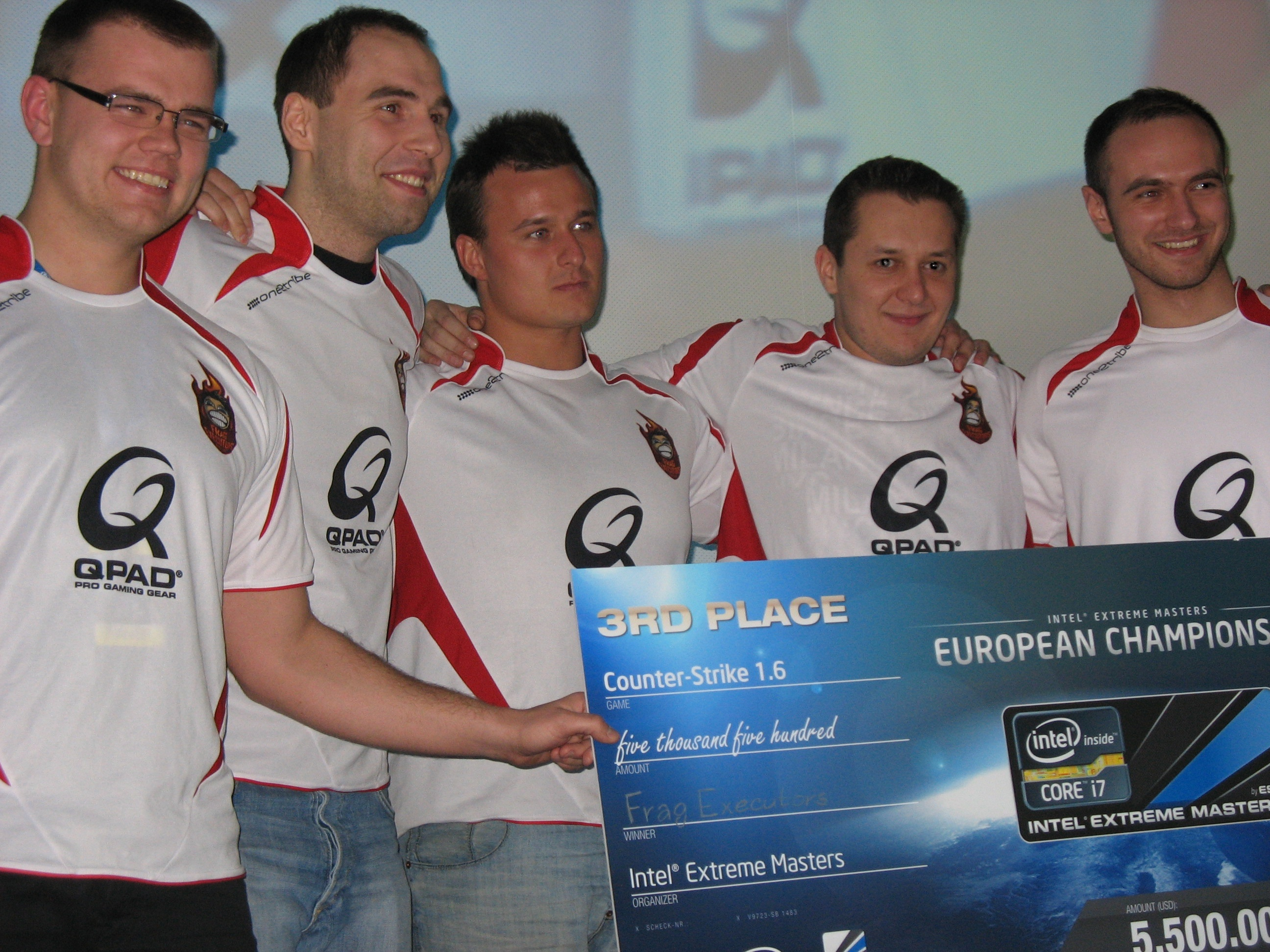
Wiktor „TaZ“ Wojtas (Zweiter von links) zu sehen mit Filip „neo“ Kubski, Jarosław „pasha“ Jarząbkowski, Mariusz „Loord“ Cybulski und Jakub „kuben“ Gurczyński bei den Intel Extreme Masters

Wiktor „TaZ“ Wojtas (* 6. Juni 1986 in Warschau) ist ein ehemaliger polnischer E-Sportler in den Disziplen Counter-Strike: Global Offensive und Counter-Strike 1.6 und heutiger Trainer. Er trainiert aktuell das Team G2 Esports.

## Professionelle Karriere

### Counter-Strike 1.6
Wojtas begann seine Karriere im Jahr 2001 bei SpHeRe. 2003 wechselte er zu Aristocracy. Im April 2004 wechselte er zum Team Pentagram. In diesem Jahr gewann er mit seinem neuen Team den Invex Euro Cyber Cup.
2005 gewann er die WCG Samsung Euro Championship 2005 und er erreichte einen 5.–8. Platz bei der WEG 2005 S02. Im folgenden Jahr siegte er bei der WSVG London 2006 und der World Cyber Games 2006. Zudem erreichte er den zweiten Rang bei der Samsung Euro Championship 2006 und den dritten Platz bei der European Nations Champions 2006 und der CPL Winter 2006.
2007 siegte Wojtas bei der Intel Extreme Masters I, dem ESWC 2007 und mit der polnischen Nationalmannschaft die European Nations Champions 2007. Außerdem erreichte er den zweiten Platz bei der shgOpen 2007 – Counter-Strike und der Samsung Euro Championship 2007. Im Dezember wechselte er zu MeetYourMakers.
Im folgenden Jahr gewann er das The Gathering 2008, die DreamHack Summer 2008, die WEG e-Stars 2008 und das ESWC 2008. Überdies erzielte er den zweiten Platz bei der Samsung Euro Championship 2008 und der IEM III Global Challenge Dubai.
Nachdem er das Team Anfang 2009 verlassen hatte, spielte er in diesem Jahr für den Crack Clan, Wicked eSports, Vitriolic und AGAiN. Mit Wicked erzielte er einen Sieg beim DTS-Cup 2009 und mit AGAiN gewann er die World Cyber Games 2009.
Im Februar 2010 wechselte Wojtas zu Frag eXecutors. In diesem Jahr gewann er das WEG e-Stars 2010 und er erreichte den dritten Platz bei der World Cyber Games 2010 und der World eSports Masters 2010.
2011 gewann er die Copenhagen Games 2011, die WEG e-Stars 2011 und die Samsung Euro Championship 2011 mit Frag eXecutors und er erreichte den zweiten Platz bei der Intel Extreme Masters V mit Frag eXecutors. Nachdem er das Team im Oktober verlassen hatte, spielte er kurzzeitig erneut für das Team AGAiN. Im Dezember wechselte er zum Team ESC Gaming, mit welchem er im Dezember die World Cyber Games 2011 gewann. Für seine Einzelleistungen wurde er von HLTV als sechstbester Spieler des Jahres ausgezeichnet.
2012 gewann er die Intel Extreme Masters VI. Zudem erreichte er das Halbfinale bei der DreamHack Summer 2012 und der GameGune 2012.

### Counter-Strike: Global Offensive
Im September 2012 wechselte er mit seinem Team in die Disziplin Counter-Strike: Global Offensive. In diesem Jahr gewann er die StarLadder StarSeries IV.
Im Oktober 2013 verließ er ESC Gaming und er schloss sich Universal Soldiers an. Mit diesem Team spielte Wojtas die DreamHack Winter 2013. Dies war sein ein Major-Turnier, welches er auf dem 9.–12. Platz beendete. Nachdem er das Team im Dezember bereits verlassen hatte, wechselte er zu AGAiN, wo er bereits in der Disziplin Counter-Strike 1.6 spielte.
Im April 2014 wechselte Wojtas zur russischen Organisation Virtus.pro. In diesem Jahr gewann er das Major EMS One Katowice 2014 mit einem 2:0-Sieg gegen Ninjas in Pyjamas. Das zweite Major des Jahres, die ESL One: Cologne 2014, beendete er im Viertelfinale. Nach einer Niederlage gegen Ninjas in Pyjamas in der DreamHack Winter 2014 erreichte er den 3.–4. Platz im dritten Major des Jahres. Außerdem gewann er in diesem Jahr die FACEIT Spring League 2014 und das Gfinity G3.
2015 gewann er die CPH Games, die ESEA Season 18, die Cevo Season 7, die ESL ESEA Dubai und die Cevo Season 8. In der Gfinity Spring Masters 2 und der PGL Season 1 erzielte er außerdem mit seinem Team den zweiten Rang. Die Majorturniere ESL One Katowice 2015 und ESL One Cologne 2015 beendete er jeweils im Halbfinale. Die DreamHack Open Cluj⁠-⁠Napoca 2015 endete für ihn auf dem 5.–8. Platz.
2016 gewann Wojtas die erste Saison der Eleague und die StarLadder i-League Invitational #1. In der ESL One: New York 2016 und dem Epicenter 2016 erreichte er das Finale. Im MLG Major Championship: Columbus 2016 erreichte er das Viertelfinale, während er im Major ESL One: Cologne 2016 das Halbfinale erreichte.
Im folgenden Jahr gewann er die DreamHack Masters Las Vegas 2017 und die Adrenaline Cyber League 2017. Überdies erzielte er den zweiten Platz bei der Epicenter 2017 und der StarLadder i-League Invitational #2. Das Eleague Major: Atlanta 2017 beendete er nach einer Niederlage gegen Astralis auf dem zweiten Platz. Das PGL Major Kraków 2017 endete für ihn im Halbfinale.
Nachdem er im Eleague Major: Boston 2018 nur den 15.–16. Platz erreichte, verließ er Virtus.pro nach vier Jahren. Im März wechselte er zu Team Kinguin. In diesem Jahr gewann er die DreamHack Open Montreal 2018 und die polnische ESL-Meisterschaft. Zudem erzielte er den zweiten Platz bei der ZOTAC Cup Masters 2018.
2019 wechselte er zunächst zu devils.one, bevor er im Mai zu Aristocracy wechselte. In diesem Jahr gewann er die polnische ESL-Meisterschaft und er erreichte das Halbfinale bei der DreamHack Open Summer 2019 und der Games Clash Masters 2019.
Nachdem er im Januar das Team verlassen hatte, gründete er im Mai mit Filip „neo“ Kubski die Organisation HONORIS. 2021 erzielte er erneut einen Sieg in der polnischen ESL-Meisterschaft. Im März 2023 beendete er wenige Tage nach Auflösung der Organisation seine Karriere.

### Counter-Strike 2
Im Dezember übernahm Wojtas die Rolle des Trainers bei der Organisation G2 Esports.

## Erfolge
Die folgende Tabelle listet die größten Turniererfolge von Wiktor „taz“ Wojtas auf. Da Counter-Strike in Wettkämpfen stets in Fünfer-Teams gespielt wird, beträgt das persönliche Preisgeld ein Fünftel des gewonnenen Gesamtpreisgeldes des Teams.:
| Jahr                             | Platz              | Turnier                                     | Team               | Persönliches Preisgeld |
| Counter-Strike 1.6               | Counter-Strike 1.6 | Counter-Strike 1.6                          | Counter-Strike 1.6 | Counter-Strike 1.6     |
| -------------------------------- | ------------------ | ------------------------------------------- | ------------------ | ---------------------- |
| 2004                             | 1.                 | Invex Euro Cyber Cup                        | Pentagram          | 0002.000 $             |
| 2005                             | 1.                 | WCG Samsung European Championship 2005      | Pentagram          | 0003.000 €             |
| 2006                             | 1.                 | WSVG London 2006                            | Pentagram          | 0002.500 $             |
| 2006                             | 1.                 | WCG 2006                                    | Pentagram          | 0012.000 $             |
| 2006                             | 3.                 | CPL Winter 2006                             | Pentagram          | 0002.800 $             |
| 2007                             | 2.                 | shgOpen 2007                                | Pentagram          | 0015.000 DKK           |
| 2007                             | 1.                 | Extreme Masters Season I Finals             | Pentagram          | 0008.000 €             |
| 2007                             | 1.                 | ESWC 2007                                   | Pentagram          | 0008.000 $             |
| 2007                             | 1.                 | 2007 European Nations Champions Finals      | Polen              | 0003.000 €             |
| 2008                             | 2.                 | WCG 2008                                    | MeetYourMakers     | 0001.500 €             |
| 2008                             | 1.                 | The Gathering 2008                          | MeetYourMakers     | 0010.000 NOK           |
| 2008                             | 1.                 | WEG e-Stars 2008                            | MeetYourMakers     | 0002.400 $             |
| 2008                             | 1.                 | ESWC 2008                                   | MeetYourMakers     | 0008.000 $             |
| 2008                             | 2.                 | IEM III – Dubai                             | MeetYourMakers     | 0002.000 $             |
| 2009                             | 2.                 | Extreme Masters Season III – Global Finals  | MeetYourMakers     | 0005.000 $             |
| 2009                             | 1.                 | DTS-CUP 2009                                | WICKED             | 0002.000 $             |
| 2009                             | 1.                 | WCG 2009                                    | AGAiN              | 0007.000 $             |
| 2010                             | 1.                 | WEG e-Stars 2010: King of the Game          | Frag eXecutors     | 3.000.000 ₩            |
| 2011                             | 2.                 | IEM V – World Championship                  | Frag eXecutors     | 0003.400 $             |
| 2011                             | 1.                 | Copenhagen Games 2011                       | Frag eXecutors     | 0015.000 DKK           |
| 2011                             | 1.                 | WEG e-Stars 2011                            | Frag eXecutors     | 3.000.000 ₩            |
| 2011                             | 1.                 | WCG Samsung European Championship 2011      | Frag eXecutors     | 0003.000 $             |
| 2011                             | 1.                 | WCG 2011                                    | ESC Gaming         | 0005.000 $             |
| 2012                             | 1.                 | IEM VI – World Championship                 | ESC Gaming         | 0010.000 $             |
| Counter Strike: Global Offensive |                    |                                             |                    |                        |
| 2014                             | 1.                 | EMS One Katowice 2014                       | Virtus.pro         | 0020.000 $             |
| 2014                             | 1.                 | FACEIT Spring League 2014                   | Virtus.pro         | 0002.000 $             |
| 2014                             | 1.                 | Gfinity G3                                  | Virtus.pro         | 0004.000 $             |
| 2014                             | 5. – 8.            | ESL One Cologne 2014                        | Virtus.pro         | 0002.000 $             |
| 2014                             | 3.                 | ESWC 2014                                   | Virtus.pro         | 0002.000 $             |
| 2014                             | 3. – 4.            | DreamHack Winter 2014                       | Virtus.pro         | 0004.400 $             |
| 2015                             | 3. – 4.            | ESL One Katowice 2015                       | Virtus.pro         | 0004.400 $             |
| 2015                             | 1.                 | Copenhagen Games 2015                       | Virtus.pro         | 0002.800 €             |
| 2015                             | 1.                 | ESEA Season 18 LAN                          | Virtus.pro         | 0014.000 $             |
| 2015                             | 1.                 | Gfinity Spring Masters II 2015              | Virtus.pro         | 0003.000 $             |
| 2015                             | 2.                 | ESL ESEA Pro League Season 1 EU Division    | Virtus.pro         | 0003.300 $             |
| 2015                             | 3. – 4.            | ESL ESEA Pro League Season 1 Finals         | Virtus.pro         | 0005.000 $             |
| 2015                             | 1.                 | CEVO Pro Season 7 Finals                    | Virtus.pro         | 0006.000 $             |
| 2015                             | 3. – 4.            | ESL One Cologne 2015                        | Virtus.pro         | 0004.400 $             |
| 2015                             | 1.                 | ESL ESEA Pro League Dubai Invitational 2015 | Virtus.pro         | 0020.000 $             |
| 2015                             | 3. – 4.            | Gfinity Champion of Champions 2015          | Virtus.pro         | 0002.000 $             |
| 2015                             | 2.                 | PGL CS:GO Season 1 – Finals                 | Virtus.pro         | 0004.000 $             |
| 2015                             | 1.                 | Crown’s Counter-Strike Invitational         | Virtus.pro         | 0007.000 A$            |
| 2015                             | 1.                 | Azubu.tv Showmatch #1                       | Virtus.pro         | 0002.000 $             |
| 2015                             | 5. – 8.            | DreamHack Cluj-Napoca 2015                  | Virtus.pro         | 0002.000 $             |
| 2015                             | 1.                 | CEVO CS:GO Season 8 LAN Finals              | Virtus.pro         | 0008.000 $             |
| 2016                             | 5. – 8.            | IEM X – World Championship                  | Virtus.pro         | 0002.600 $             |
| 2016                             | 3. – 4.            | Counter Pit League Season 2                 | Virtus.pro         | 0002.080 $             |
| 2016                             | 5. – 8.            | MLG Major Championship: Columbus 2016       | Virtus.pro         | 0007.000 $             |
| 2016                             | 5. – 8.            | DreamHack Masters Malmö 2016                | Virtus.pro         | 0002.000 $             |
| 2016                             | 3. – 4.            | CEVO Gfinity Pro-League Season 9 Finals     | Virtus.pro         | 0002.500 $             |
| 2016                             | 1.                 | Star Ladder i-League Invitational           | Virtus.pro         | 0010.000 $             |
| 2016                             | 1.                 | Adrenaline Open Cyber Cup – Showmatch       | Virtus.pro         | 0006.000 $             |
| 2016                             | 3. – 4.            | ESL One Cologne 2016                        | Virtus.pro         | 0014.000 $             |
| 2016                             | 1.                 | Eleague Season 1                            | Virtus.pro         | 0080.000 $             |
| 2016                             | 1.                 | DreamHack Bucharest 2016                    | Virtus.pro         | 0010.000 $             |
| 2016                             | 2.                 | ESL One New York 2016                       | Virtus.pro         | 0010.000 $             |
| 2016                             | 2.                 | EPICENTER 2016 – Finals                     | Virtus.pro         | 0020.000 $             |
| 2016                             | 5. – 8.            | Eleague Season 2                            | Virtus.pro         | 0010.000 $             |
| 2017                             | 3.                 | WESG 2017                                   | Virtus.pro         | 0040.000 $             |
| 2017                             | 2.                 | Eleague Major: Atlanta 2017                 | Virtus.pro         | 0030.000 $             |
| 2017                             | 1.                 | DreamHack Masters Las Vegas 2017            | Virtus.pro         | 0040.000 $             |
| 2017                             | 1.                 | Adrenaline Cyber League 2017                | Virtus.pro         | 0013.000 $             |
| 2017                             | 3. – 4.            | PGL Major: Kraków 2017                      | Virtus.pro         | 0014.000 $             |
| 2018                             | 2.                 | ZOTAC Cup Masters 2018                      | Team Kinguin       | 0012.000 $             |
| 2018                             | 1.                 | DreamHack Open Montreal 2018                | Team Kinguin       | 0010.000 $             |
| 2019                             | 3. – 4.            | DreamHack Open Summer 2019                  | Aristocracy        | 002.000 $              |
| 2019                             | 3. – 4.            | Games Clash Masters 2019                    | Aristocracy        | 002.000 $              |

## Sonstiges
Wojtas wurde im Januar 2017 Vater.
Er spielte von 2004 bis 2018 durchgehend zusammen mit Filip Kubski. Ab Mai 2020 spielten sie ebenfalls zusammen bei ihrer eigenen Organisation HONORIS.